# Verklista för Leopold Koželuh

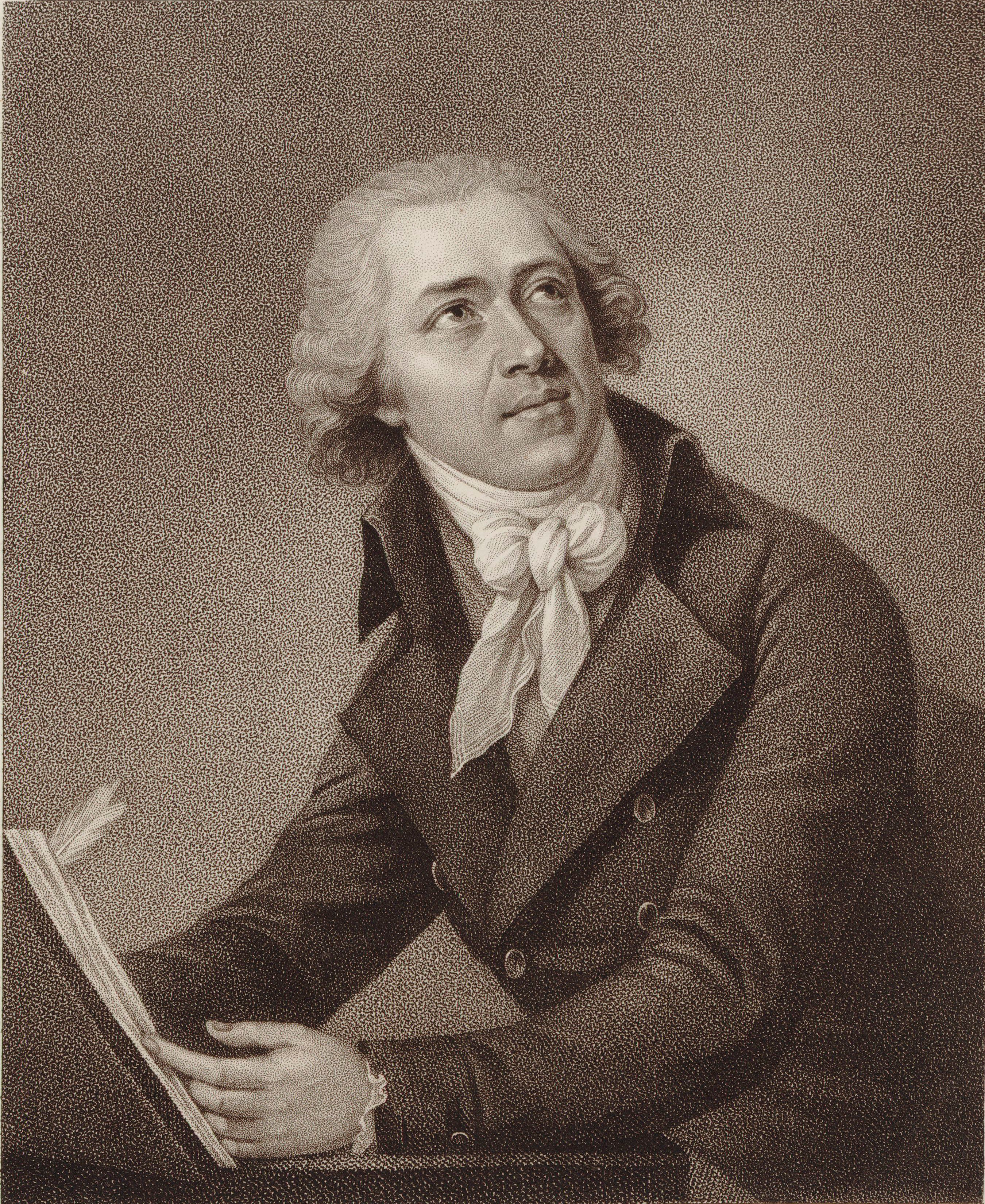
Leopold Koželuh (porträtt av W. Ridley)

Verklista för Leopold Koželuh, eller Leopold Kozeluch. Verken är listade efter den förteckning som upprättats av Milan Poštolka.

## Instrumentalmusik

### Symfonier
- P I:1: Symfoni i D-dur "L'Arlechino"
- P I:2: Symfoni i C-dur
- P I:3: Symfoni i D-dur opus 22:1
- P I:4: Symfoni i F-dur opus 22:2
- P I:5: Symfoni i g-moll opus 22:3
- P I:6: Symfoni i C-dur opus 24:1
- P I:7: Symfoni i A-dur opus 24:2
- P I:8: Symfoni i G-dur opus 24:3
- P I:9: Symfoni i C-dur
- P I:10: Symfoni i A-dur "A la française"
- P I:11: Symfoni i B♭-dur "L'irresoluto"

#### Symfonier med osäker autenticitet
- P I:D1: Symfoni i D-dur (ej bevarad)
- P I:D2: Symfoni i D-dur
- P I:D3: Symfoni i D-dur
- P I:E1: Symfoni i E-dur (troligen av Jan Koželuch)
- P I:F1: Symfoni i F-dur (troligen av Jan Koželuch)
- P I:G1: Symfoni i G-dur
- P I:A1: Symfoni i A-dur (troligen av Jan Koželuch)

### Sinfonia concertante
- P II:1: Sinfonia concertante för piano, mandolin, trumpet, kontrabas och orkester i Ess-dur
- P II:2: Sinfonia concertante för piano, flöjt, oboe, fagott, violoncell och orkester i C-dur

### Ouvertyrer
- P III:1: Ouvertyr opus 9 i G-dur
- P III:2: Ouvertyr i D-dur

### Pianokonserter
- P IV:1: Pianokonsert opus 12 i F-dur
- P IV:2: Pianokonsert opus 13 i B♭-dur
- P IV:3: Pianokonsert opus 11 i G-dur
- P IV:4: Pianokonsert opus 16 i A-dur
- P IV:5: Pianokonsert opus 15 i Ess-dur
- P IV:6: Pianokonsert i C-dur
- P IV:7: Pianokonsert opus 25 i D-dur
- P IV:8: Konsert för piano fyra händer 4 händer i B♭-dur
- P IV:9: Pianokonsert i D-dur
- P IV:10: Pianokonsert i D-dur
- P IV:11: Konsertrondo i Ess-dur
- P IV:12: Pianokonsert i E-dur
- P IV:13: Pianokonsert i F-dur
- P IV:14: Pianokonsert i F-dur
- P IV:15: Konsertrondo opus 36 i C-dur
- P IV:16: Pianokonsert opus 45 i Ess-dur
- P IV:17: Pianokonsert i C-dur
- P IV:18: Pianokonsert i C-dur
- P IV:19: Fantasi i d-moll
- P IV:20: Pianokonsert i E-dur

#### Pianokonserter med osäker autenticitet
- P IV:D1: Pianokonsert i D-dur
- P IV:D2: Pianokonsert i D-dur
- P IV:F1: Pianokonsert i F-dur

### Konserter för övriga instrument
- P V:1: Klarinettkonsert i Ess-dur
- P V:2: Klarinettkonsert i Ess-dur

#### Konserter med osäker autenticitet
- P V:C1: Fagottkonsert i C-dur (troligen av Jan Koželuch)
- P V:B1: Fagottkonsert i B♭-dur
- (Sonat för klarinett & orkester i Ess-dur är ett arrangemang av stråkkvartettsatser, troligen utfört av Jan Koželuch)

### Divertimenton
- P VI:1: Serenad för flöjt, violin, viola, 2 horn & bas, opus 11:1 i D-dur
- P VI:2: Serenad för flöjt, violin, viola, 2 horn & bas, opus 11:2 i Ess-dur
- P VI:3: Partita för 2 violiner, flöjt, 2 klarinetter, 2 horn & 2 fagotter, i F-dur
- P VI:4: Divertimento för två klarinetter, 2 horn & fagott, i D-dur
- P VI:5: Divertimento för två klarinetter, 2 horn & fagott, i D-dur
- P VI:6: Notturno för flöjt, violin och stråkar, i D-dur
- P VI:7: Divertimento för två klarinetter, 2 horn & fagott, i Ess-dur
- P VI:8: Partita för 2 flöjter, 2 klarinetter, 2 horn & 2 fagotter, i F-dur
- P VI:9: Divertimento för piano, 2 trumpeter, 2 horn & 2 fagotter, i Ess-dur
- P VI:10: Divertimento för piano, 2 trumpeter, 2 horn & 2 fagotter, i Ess-dur

#### Divertimenton för blåsare med osäker autenticitet
- P VI:c1: Partita i c-moll
- P VI:d1: Partita i d-moll
- P VI:d2: Partita i d-moll
- P VI:Es1: Kassation i Ess-dur
- P VI:Es2: Kvintett i Ess-dur
- P VI:F1: Partita i F-dur (ej bevarad)
- P VI:B1: Partita i B♭-dur
- P VI:B2: Partita i B♭-dur
- P VI:B3: Partita i B♭-dur

### Danser och marscher för orkester
- P VII:1: 6 kontradanser
- P VII:2: 12 tyska danser
- P VII:3: 15 tyska danser
- P VII:4: 15 tyska danser
- P VII:5: 12 tyska danser
- P VII:6: Marsch "für Wiener Freykorps" i C-dur

### Stråkkvartetter
- P VIII:1: Stråkkvartett opus 32:1 i B♭-dur
- P VIII:2: Stråkkvartett opus 32:2 i G-dur
- P VIII:3: Stråkkvartett opus 32:3 i Ess-dur
- P VIII:4: Stråkkvartett opus 33:1 i C-dur
- P VIII:5: Stråkkvartett opus 33:2 i A-dur
- P VIII:6: Stråkkvartett opus 33:3 i F-dur

### Pianotrior
- P IX:1: Pianotrio opus 3:1 i D-dur
- P IX:2: Pianotrio opus 3:2 i F-dur
- P IX:3: Pianotrio opus 3:3 i Ess-dur
- P IX:4: Pianotrio opus 6:1 i C-dur
- P IX:5: Pianotrio opus 6:2 i G-dur
- P IX:6: Pianotrio opus 6:3 i B♭-dur
- P IX:7: Pianotrio opus 21:1 i C-dur
- P IX:8: Pianotrio opus 21:2 i A-dur
- P IX:9: Pianotrio opus 21:3 i Ess-dur
- P IX:10: Pianotrio opus 23:1 i G-dur
- P IX:11: Pianotrio opus 23:2 i c-moll
- P IX:12: Pianotrio opus 23:3 i F-dur
- P IX:13: Pianotrio opus 27:1 i B♭-dur
- P IX:14: Pianotrio opus 27:2 i A-dur
- P IX:15: Pianotrio opus 27:3 i g-moll
- P IX:16: Pianotrio opus 28:1 i Ess-dur
- P IX:17: Pianotrio opus 28:2 i D-dur
- P IX:18: Pianotrio opus 28:3 i e-moll
- P IX:19: Pianotrio i G-dur (version av stråkkvartetten P VIII:2)
- P IX:20: Pianotrio i Ess-dur (version av stråkkvartetten P VIII:3)
- P IX:21: Pianotrio i C-dur (version av stråkkvartetten P VIII:4)
- P IX:22: Pianotrio i Ess-dur
- P IX:23: Pianotrio i F-dur (version av stråkkvartetten P VIII:5)
- P IX:24: Pianotrio opus 34:1 i B♭-dur
- P IX:25: Pianotrio opus 34:2 i G-dur
- P IX:26: Pianotrio opus 34:3 i C-dur
- P IX:27: Pianotrio opus 36 i C-dur
- P IX:28: Pianotrio opus 37:1 i D-dur
- P IX:29: Pianotrio opus 37:2 i F-dur
- P IX:30: Pianotrio opus 37:3 i G-dur
- P IX:31: Pianotrio opus 40:1 i F-dur
- P IX:32: Pianotrio opus 40:2 i C-dur
- P IX:33: Pianotrio opus 40:3 i e-moll
- P IX:34: Pianotrio opus 41:1 i B♭-dur
- P IX:35: Pianotrio opus 41:2 i D-dur
- P IX:36: Pianotrio opus 41:3 i G-dur
- P IX:37: Pianotrio opus 44:1 i F-dur
- P IX:38: Pianotrio opus 44:2 i G-dur
- P IX:39: Pianotrio opus 44:3 i D-dur
- P IX:40: Pianotrio opus 46:1 i G-dur
- P IX:41: Pianotrio opus 46:2 i B♭-dur
- P IX:42: Pianotrio opus 46:3 i F-dur
- P IX:43: Pianotrio opus 47:1 i C-dur
- P IX:44: Pianotrio opus 47:2 i A-dur
- P IX:45: Pianotrio opus 47:3 i g-moll
- P IX:46: Pianotrio opus 48:1 i Ess-dur
- P IX:47: Pianotrio opus 48:2 i A-dur
- P IX:48: Pianotrio opus 48:3 i B♭-dur
- P IX:49: Pianotrio opus 49:1 i D-dur
- P IX:50: Pianotrio opus 49:2 i Ess-dur
- P IX:51: Pianotrio opus 49:3 i C-dur
- P IX:52: Pianotrio opus 50:1 i B♭-dur
- P IX:53: Pianotrio opus 50:2 i D-dur
- P IX:54: Pianotrio opus 50:3 i Ess-dur
- P IX:55: Pianotrio opus 63:1 i B♭-dur
- P IX:56: Pianotrio opus 63:2 i F-dur
- P IX:57: Pianotrio opus 63:3 i C-dur
- P IX:58: Pianotrio opus 64:1 i D-dur
- P IX:59: Pianotrio opus 64:2 i G-dur
- P IX:60: Pianotrio opus 64:3 i Ess-dur
- P IX:61: Pianotrio opus 52:1 i D-dur
- P IX:62: Pianotrio opus 52:2 i C-dur
- P IX:63: Pianotrio opus 52:3 i B♭-dur

#### Pianotrior med tvivelaktig autenticitet
- P IX:D1: Pianotrio i D-dur
- P IX:F1: Pianotrio i F-dur
- P IX:G1: Pianotrio i G-dur
- P IX:A1: Pianotrio i A-dur

### Violinsonater
- P X:1: Violinsonat i D-dur (version av pianotrion P IX:1)
- P X:2: Violinsonat i F-dur (version av pianotrion P IX:2)
- P X:3: Violinsonat i Ess-dur (version av pianotrion P IX:3)
- P X:4: Violinsonat opus 10:1 i Ess-dur (version av pianosonaten P XII:15)
- P X:5: Violinsonat opus 10:2 i C-dur (version av pianosonaten P XII:16)
- P X:6: Violinsonat opus 17:1 i f-moll (version av pianosonaten P XII:20)
- P X:7: Violinsonat opus 17:2 i A-dur (version av pianosonaten P XII:21)
- P X:8: Violinsonat opus 17:3 i Ess-dur (version av pianosonaten P XII:22)
- P X:9: Violinsonat i A-dur (version av pianotrion P IX:8)
- P X:10: Violinsonat opus 20:1 i D-dur (ej bevarad, version av pianosonaten P XII:14)
- P X:11: Violinsonat opus 20:2 i C-dur (ej bevarad, version av pianosonaten P XII:5)
- P X:12: Violinsonat opus 20:3 i G-dur (ej bevarad, version av pianosonaten P XII:49)
- P X:13: Violinsonat opus 18:1 i g-moll (version av pianosonaten P XII:17)
- P X:14: Violinsonat opus 18:2 i C-dur (version av pianosonaten P XII:18)
- P X:15: Violinsonat opus 18:3 i Ass-dur (version av pianosonaten P XII:19)
- P X:16: Violinsonat opus 16:1 i G-dur (version av pianotrion P IX:10)
- P X:17: Violinsonat opus 16:2 i c-moll (version av pianotrion P IX:11)
- P X:18: Violinsonat opus 16:3 i F-dur (version av pianotrion P IX:12)
- P X:19: Violinsonat opus 23:1 i E-dur
- P X:20: Violinsonat opus 23:2 i G-dur
- P X:21: Violinsonat opus 23:3 i D-dur
- P X:22: Violinsonat opus 23:4 i B♭-dur
- P X:23: Violinsonat opus 23:5 i f-moll
- P X:24: Violinsonat opus 23:6 i G-dur

### Sonater för piano fyra händer
- P XI:1: Sonat för piano fyra händer opus 4 i F-dur
- P XI:2: Sonat för piano fyra händer opus 8:3 i B♭-dur
- P XI:3: Sonat för piano fyra händer opus 19 i F-dur
- P XI:4: Sonat för piano fyra händer opus 29 i B♭-dur
- P XI:5: Sonat för piano fyra händer opus 12:1 i C-dur
- P XI:6: Sonat för piano fyra händer opus 12:2 i F-dur
- P XI:7: Sonat för piano fyra händer opus 12:3 i D-dur
- P XI:8: Sonat för piano fyra händer opus 43 i B♭-dur

### Pianosonater
- P XII:1: Pianosonat i F-dur
- P XII:2: Pianosonat i A-dur
- P XII:3: Pianosonat opus 13:1 i Ess-dur
- P XII:4: Pianosonat i F-dur
- P XII:5: Pianosonat i C-dur
- P XII:6: Pianosonat opus 13:3 i e-moll
- P XII:7: Pianosonat opus 13:2 i G-dur
- P XII:8: Pianosonat opus 1:1 i F-dur
- P XII:9: Pianosonat opus 1:2 i Ess-dur
- P XII:10: Pianosonat opus 1:3 i D-dur
- P XII:11: Pianosonat opus 2:1 i B♭-dur
- P XII:12: Pianosonat opus 2:2 i A-dur
- P XII:13: Pianosonat opus 2:3 i c-moll
- P XII:14: Pianosonat i D-dur
- P XII:15: Pianosonat opus 8:1 i Ess-dur
- P XII:16: Pianosonat opus 8:2 i C-dur
- P XII:17: Pianosonat opus 15:1 i g-moll
- P XII:18: Pianosonat opus 15:2 i C-dur
- P XII:19: Pianosonat opus 15:3 i Ass-dur
- P XII:20: Pianosonat opus 17:1 i f-moll
- P XII:21: Pianosonat opus 17:2 i A-dur
- P XII:22: Pianosonat opus 17:3 i Ess-dur
- P XII:23: Pianosonat opus 20:1 i F-dur
- P XII:24: Pianosonat opus 20:2 i C-dur
- P XII:25: Pianosonat opus 20:3 i d-moll
- P XII:26: Pianosonat opus 26:1 i D-dur
- P XII:27: Pianosonat opus 26:2 i a-moll
- P XII:28: Pianosonat opus 26:3 i Ess-dur
- P XII:29: Pianosonat opus 30:1 i B♭-dur
- P XII:30: Pianosonat opus 30:2 i G-dur
- P XII:31: Pianosonat opus 30:3 i c-moll
- P XII:32: Pianosonat opus 35:1 i F-dur
- P XII:33: Pianosonat opus 35:2 i A-dur
- P XII:34: Pianosonat opus 35:3 i g-moll
- P XII:35: Pianosonat opus 38:1 i Ess-dur
- P XII:36: Pianosonat opus 38:2 i C-dur
- P XII:37: Pianosonat opus 38:3 i f-moll
- P XII:38: Pianosonat opus 51:1 i Ess-dur
- P XII:39: Pianosonat opus 51:2 i c-moll
- P XII:40: Pianosonat opus 51:3 i d-moll
- P XII:41: Pianosonat i C-dur
- P XII:42: Pianosonat i Ess-dur
- P XII:43: Pianosonat i B♭-dur
- P XII:44: Pianosonat i A-dur
- P XII:45: Pianosonat i e-moll
- P XII:46: Pianosonat i G-dur
- P XII:47: Pianosonat i F-dur
- P XII:48: Pianosonat i Ess-dur
- P XII:49: Pianosonat i G-dur
- P XII:50: Pianosonat i G-dur

#### Pianosonater med osäker autenticitet
- P XII:C1: Pianosonat i C-dur
- P XII:D1: Pianosonat i D-dur
- P XII:Es1: Pianosonat i Ess-dur (ej bevarad)
- P XII:Es2: Pianosonat i Ess-dur
- P XII:G1: Pianosonat i G-dur
- P XII:G2: Pianosonat i G-dur

### Pianostycken
- P XIII:1: Andante i Ess dur och march i C-dur
- P XIII:2: "La Chasse" opus 5 i F-dur
- P XIII:3: Caprice opus 45:1 i Ess-dur
- P XIII:4: Caprice opus 45:2 i B♭-dur
- P XIII:5: Caprice opus 45:3 i c-moll
- P XIII:6: Menuett opus 43:1 i C-dur
- P XIII:7: Ecossäs opus 43:2 i C-dur
- P XIII:8: Tysk dans opus 43:3 i C-dur
- P XIII:9: Kontradans opus 43:4 i C-dur
- P XIII:10: Gavott opus 43:5 i F-dur
- P XIII:11: Andantino opus 43:6 i G-dur
- P XIII:12: Pastoral opus 43:7 i G-dur
- P XIII:13: Poco adagio opus 43:8 i C-dur
- P XIII:14: Allegretto opus 43:9 i a-moll
- P XIII:15: Rondo opus 43:10 i D-dur
- P XIII:16: Siciliana opus 43:11 i d-moll
- P XIII:17: Menuett opus 43:12 i Ess-dur

#### Pianostycken med osäker autenticitet
- P XIII:C1: Bernoise i C-dur
- P XIII:F1: La chasse au sanglier i F-dur
- P XIII:G1: Romance i G-dur
- P XIII:G2: Air cosaque i G-dur
- P XIII:g1: Pastorale i g-moll
- P XIII:a1: Sicilienne i a-moll

### Danser och marscher för piano
- P XIV:1: 13 menuetter
- P XIV:2: Menuetto angloise i F-dur
- P XIV:3: Polonäs i C-dur
- P XIV:4: 9 menuetter
- P XIV:5: 6 kontradanser (version av P VII:1)
- P XIV:6: Menuett i f-moll "Vakteln"
- P XIV:7: 12 menuetter
- P XIV:8: 15 tyska danser (version av P VII:3)
- P XIV:9: 15 tyska danser och 6 ecossäser (de tyska danserna är version av P VII:4)
- P XIV:10: "Marsch für das Corps der Freywilligen des Handelstandes von Wien" i C-dur
- P XIV:11: 12 tyska danser (version av P VII:5)

#### Danser för piano med osäker autenticitet
- P XIV:C1: 12 ländler i C-dur
- P XIV:D1: 10 tyska danser & 12 ländler
- P XIV:Es1: 10 ländler i Ess-dur
- P XIV:F1: 7 polonäser

### Övrig kammarmusik
- P XV:1: Duo för violiner i D-dur
- P XV:2: Duo för violiner i B♭-dur
- P XV:3: Duo för violiner i G-dur
- P XV:4: Trio för flöjt, violin & cello i G-dur
- P XV:5: 13 jaktfanfarer för 3 horn i C-dur
- P XV:6: Duo för violin & viola i D-dur
- P XV:7: Duo för flöjt & cello i e-moll
- P XV:8: Duo för flöjt & cello i C-dur
- P XV:9: Duo för flöjt & cello i D-dur

## Vokalmusik

### Oratorier
- P XVI:1: Moisè in Egitto
- P XVI:2: La Giuditta (ej bevarat)

### Körverk
- P XVII:1:Non v'è nembo ne procella nò, för kör & orkester

### Flerstämmiga sånger
- P XVIII:1-6 Sex notturni för fyra röster och piano, opus 42 (texter av Metastasio)

1. Già la notte s'avvicina
2. Trova un sol mia bella Clori
3. Aure amiche
4. Placido Zefiretto
5. Bella fiamma del mio core
6. Bei labbri che amore

#### Flerstämmiga sånger med osäker autenticitet
- P XVIII:B1: Dum ti dum, för fyra röster i B♭-dur

### Kantater
- P XIX:1: Denis Klage auf den Todt Marien Theresien
- P XIX:2: Quanto è mai tormentosa
- P XIX:3: Joseph, der Menschheit Segen, opus 11
- P XIX:4: Ich war ein kleines Würmchen (kantat för Maria Theresia Paradis)
- P XIX:5: Chloe, siehst du nicht voll Grausen, opus 8
- P XIX:6: Heil dem Monarchen (kantat till Leopold IIs kröning)
- P XIX:7: La Galatea
- P XIX:8: In un fiero contrasto
- P XIX:9: Kantat pastorale per la Natività di Nostro Signor Gesù Christo (ej bevarad)

### Arior
- P XX:1: Ti lascio ma tremendo - Caro bene
- P XX:2: Misero me che veggo
- P XX:3: Se mai sent

### Sånger
- P XXI:1: 15 sånger

1. Das Klavier
2. An die kleine Schöne
3. Der Frühling
4. Der Vorwurf
5. Die Mitternacht
6. Vogelstellerlied
7. Die Wahl
8. Lob der Unschuld
9. Grablied
10. Namenstaglied
11. Die Erinnerung
12. Die angenehme Henriette
13. Die Empfindung
14. Das gleiche Ehepaar
15. Wilhelm und Röschen

- P XXI:2: 12 sånger

1. An die Einsamkeit
2. Stutzerlied
3. An Lesbien
4. Schäferlied
5. An Chloen
6. Der Traum
7. Grablied
8. Sie an ihn
9. An Phyllis
10. Der Wunsch
11. Liebeserklärung eines Mädchens
12. Der Langmut Lohn

- P XXI:3: The happy Pair
- P XXI:4: 12 ariettor opus 31 (texter av Metastasio)

1. Sognando mi parea
2. Nel mio sonno almen
3. Sento amor cosa mi fà
4. Un serto di fiori
5. Ch'io mai vi possa lasciar d'amore
6. Chi un dolce amor condana
7. Sò che presto ognun s'avvede
8. Misero tu non sei
9. Son sventurato
10. Alla selva, al prato
11. Spira pur, ma spira lento
12. Per pietà bel idol mio

- P XXI:5: De l'arbre ces fruits
- P XXI:6: Fort, Brüder an die Gränze (Marschlied für das Wiener Freycorps)
- P XXI:7: Lieben Brüder, Tapfer bieder (Marschlied für das akademische Bürgercorps)
- P XXI:8: 3 franska sånger

1. Que le jour me dure
2. Quand Jupiter fit la terre
3. Pour toi je reprendrai ma lyre

- P XXI:9: Hört Maurer, auf der Weisheit Lehren
- P XXI:10: In questa tomba oscura
- P XXI:11: 12 canzonettor

1. Io rimaner divisa
2. Sentir si dire
3. Io no sò se amor tu sei
4. La partenza
5. A dispetto d'un tenero affetto
6. Lascia mi o ciel pietoso
7. Pastorella io giurerei
8. Ma rendi pur contento
9. Sceglier fra mille un core
10. Fra tutte le pene
11. Vi conosco, amate stelle
12. Di pena sì forte

- P XXI:12: Mein Mädchen
- P XXI:13: Des Kriegers Abschied
- P XXI:14: Leiser nannt' ich deinen Namen
- P XXI:15: Let the declining damask rose

#### Sånger med osäker autenticitet
- P XXI:C1: Aufruf an die Böhmen
- P XXI:C2: 27 solfeggi

### Folkvisearrangemang
- P XXII:1: 110 skotska, iriska och walesiska sånger
- P XXII:2: 26 walesiska sånger

#### Folkvisearrangemang med osäker autenticitet
- P XXII:A1: Scottish Melodies arranged för piano

### Operor
- P XXIII:1: Le Muzet (ej bevarad)
- P XXIII:2: Debora e Sisara (ej bevarad)
- P XXIII:3: Didone abbandonata (ej bevarad)
- P XXIII:4: Télémaque dans l'île de Calypso (ej bevarad)
- P XXIII:5: Judith und Holofernes (ej bevarad)
- P XXIII:6: Gustav Vasa

## Balettmusik
- P XXIV:1: La ritrovata figlia di Ottone II, opus 39
- P XXIV:2: Arlechino (ej bevarad)
- P XXIV:3: Balettmusik i C-dur
- P XXIV:4: Balettmusik i F-dur
- P XXIV:5: Pantomim i a-moll
- P XXIV:6: Télémaque dans l'île de Calypso (ej bevarad)

## Kyrkomusik
- P XXV:1: Mässa i C-dur
- P XXV:2: Tantum ergo i F-dur (arrangemang ur P XIX:5)
- P XXV:3: Mandavit Deus i Ess-dur (arrangemang av P XVIII:5)
- P XXV:4: Quaeso ad me veni i Ess-dur (arrangemang ur P XIX:2)
- P XXV:5: Umbra noctis orbem tangit i B♭-dur (arrangemang ur P XIX:3)
- P XXV:6: Domine non sum dignus i Ess-dur (arrangemang av P XX:1)
- P XXV:7: Gottes Liebe i E-dur

### Kyrkomusik med osäker autenticitet
- P XXV:C1: Missa brevis i C-dur
- P XXV:D1: Missa brevis i D-dur
- P XXV:D2: Amati quaeso montes
- P XXV:Es1: Cernis o anima
- P XXV:g1: Mässa i g-moll
- P XXV:A1: Mässa i A-dur
- P XXV:A2: Offertorium i A-dur
- P XXV:A3: Ach quanta vis amoris
- P XXV:A4: Mater dolorosa
- P XXV:B1: Ad hoc festum chori
- P XXV:B2: Omni die dic Mariae
- P XXV:B3: Magne Deus audi